# زبان پروسی باستان
زبان پروسی باستان یک زبان مرده از زبان‌های بالتیک است که تا قرن هجدهم نیز در منطقهٔ پروس در شمال‌شرق اروپا و نزدیکی لهستان و حتی در بخش‌هایی از آلمان امروزی بدان تکلم می‌شده است. این زبان تا حد زیادی به زبان‌های یاتوینگی، گالیندی و کوری شباهت دارد.

## نمونه زبانی
| ترجمه                    | عبارت                 |
| ------------------------ | --------------------- |
| زبان پروسی               | Prūsiskan             |
| پروسیه                   | Prūsa and Prūsija     |
| سلام                     | Kaīls                 |
| صبح بخیر                 | Kaīls Anksteīnai      |
| خداحافظ                  | Ērdiw                 |
| سپاسگزارم                | Dīnka                 |
| چقدر؟                    | Kelli?                |
| آری                      | Jā                    |
| نه                       | Ni                    |
| حمام کجاست؟              | Kwēi ast Spektāstuba? |
| آیا انگلیسی سخن می‌گویید؟ | Bilāi tū Ēngliskan?   |